# Sénye
Sénye è un comune dell'Ungheria di 41 abitanti (dati 2001). È situato nella contea di Zala.